# Větrný mlýn (Město Libavá)
Větrný mlýn ve Městě Libavá v okrese Olomouc je v tomto regionu ojedinělou technickou památkou - je to poslední z 24 větrných mlýnů, které se nacházely na území někdejšího Vojenského výcvikového prostoru Libavá, pozdějšího Vojenského újezdu Libavá, a byly postupně zlikvidovány armádami, které v tomto prostoru působily. Mlýn byl prohlášen kulturní památkou Ministerstvem kultury České republiky 3. května 1994 a v památkovém katalogu je zapsán pod číslem 1000118503 (číslo rejstříku ústředního seznamu kulturních památek 10297/8-3791).

## Historie
Není přesně známo, kdy byl mlýn postaven. První zmínka o jeho existenci je z roku 1875, kdy se o něm hovoří jako Sidlerově mlýnu. V roce 1930 byl větrný pohon pro případ bezvětří doplněn dieselovým motorem. Další zmínka o mlýnu je ve zprávě památkové ústavu z roku 1955, v níž se konstatovalo, že stavba je zchátralá a vyžaduje opravu.

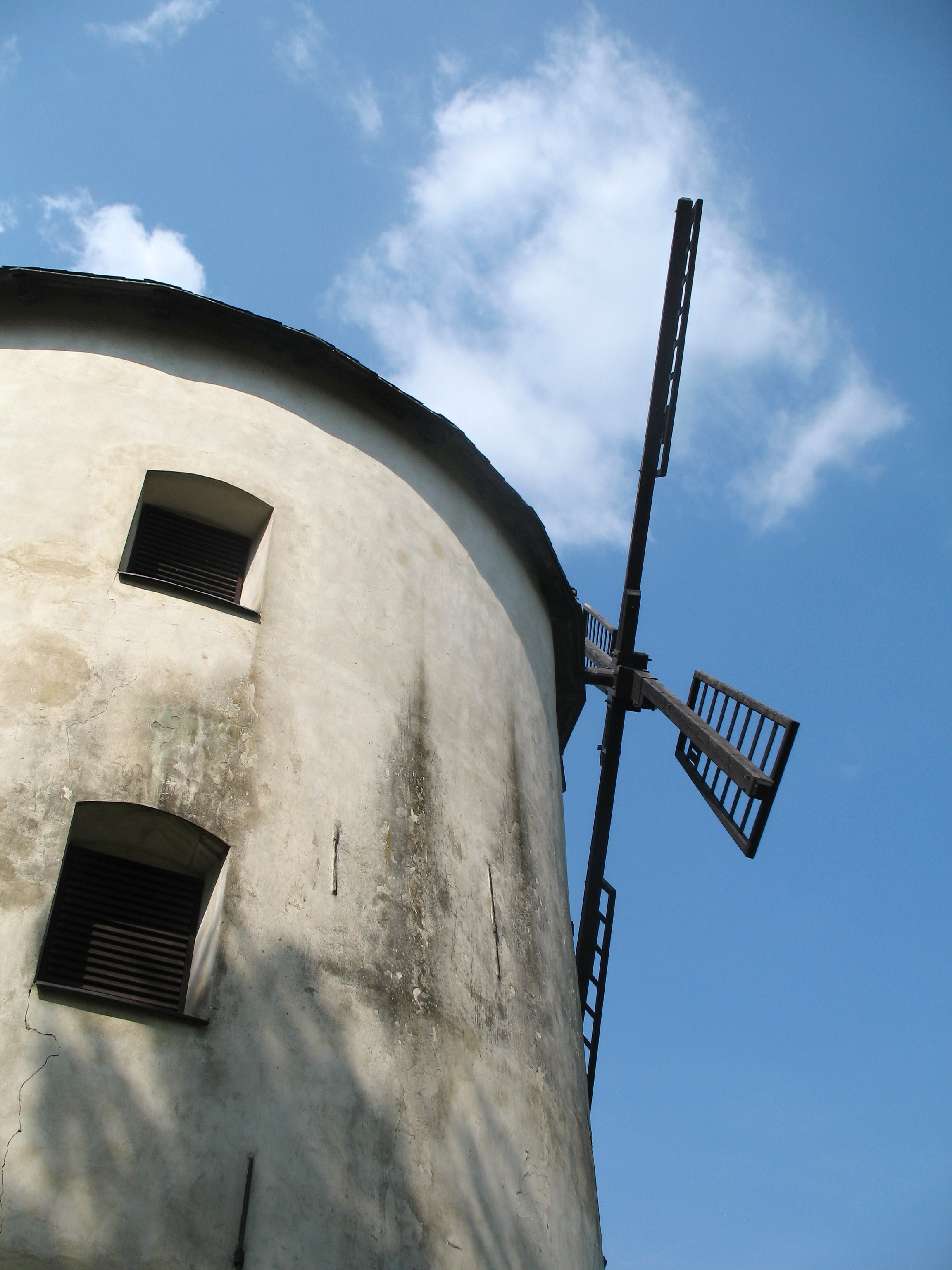
Detailní pohled na repliku lopatek

Stav objektu v roce 1990 byl značně neutěšený - mlýn byl bez střechy, s rozbitými podlahami a stěnami, pokrytými nápisy v azbuce. Poté, kdy byl v roce 1994 mlýn zapsán jako kulturní památka, byly zahájeny jeho opravy v srpnu 1996. Po rekonstrukci, která proběhla v druhé polovině 90. let 20. století, je stav památky hodnocen jako dobrý.
Mlýn, který je ve vlastnictví Armády České republiky a stojí na pozemku obce Město Libavá, spravuje místní okrašlovací spolek Lubavia, který se snaží uvnitř objektu vytvořit regionální muzejní expozici z předmětů, nalezených na území vojenského újezdu. Příslušným stavebním úřadem je Újezdní úřad Vojenského újezdu Libavá. Obnovu kulturní památky v roce 2017 finančně podpořilo i Ministerstvo kultury ČR.

## Popis stavby
Jedná se o větrný mlýn holandského typu s jehlancovou otáčivou střechou. U země má stavba průměr 9 metrů a její výška činí přibližně 12,5 metru. Kruhová, nepodsklepená stavba z lomového kamene je třípodlažní a má mírně kónický tvar. Střecha s břidlicovou krytinou je doplněná zkrácenou a pevnou replikou někdejšího větrného kola se čtyřmi lopatkami.

## Přístup
Větrný mlýn se nachází v ulici 9. května v západní části obce Město Libavá, v nadmořské výšce zhruba 550 metrů, asi 250 metrů od libavského náměstí a 150 metrů od kostela Povýšení sv. Kříže.